# Levinella
Levinella é um gênero de esponja marinha da família Levinellidae.

## Espécies
- Levinella prolifera (Dendy, 1913)
- Levinella thalassae Borojevic & Boury-Esnault, 1987